# Emoia aurulenta
Emoia aurulenta este o specie de șopârle din genul Emoia, familia Scincidae, descrisă de Walter Varian Brown și Parker 1985. Conform Catalogue of Life specia Emoia aurulenta nu are subspecii cunoscute.